# Leptomydas notos
Leptomydas notos är en tvåvingeart som beskrevs av Dikow 2010. Leptomydas notos ingår i släktet Leptomydas och familjen Mydidae. Inga underarter finns listade i Catalogue of Life.